# Sanátana Gósvámí
Šríla Sanátana Gósvámí (dévanágarí सनातन गोस्वामी, translit. Sanātana Gosvāmī, 1488–1558) je známý jako hlavní žák Šrí Čaitanji Maháprabhua. Spolu se svým mladším bratrem Rúpou Gósvámím byli předními následovníky Čaitanji Maháprabhua a vůdci šesti Gósvámích z Vrindávanu.

## Život
Sanátana Gósvámí se narodil v rodině bráhmanů v Džašóharu, v Bengálsku, v roce 1488. Měl dva mladší bratry – Rúpu a Anupama (Vallabha). Rúpa i Sanátana byli velkými učenci a toho si všim muslimský vládce navab Husajn Šáh, který je oba zaměstnal ve vládní službě. Sanátana byl výběrčím daní a byl znám jako Sakára Mallik. Po setkání se Šrí Čaitanjou v Rámakéli se ale chtěli plně věnovat oddané službě a opustit svá místa v politice. Muslimský vládce navab Husajn Šáh propustil Šrí Rúpu, ale Šrí Sanátanu si ponechal a nedovolil mu odejít. Po Sanátana začal předstírat nemoc, aby nemusel chodit do práce a mohl se věnovat čtení písmům, zvláště Šrímad-Bhágavatamu. Navab se však dozvěděl, že Sanátana je zdravý a nechal ho uvěznit. Poté, co uplatil žalářnika, Sanátana utekl a vydal se na cestu do Váránasí, kde se chtěl setkat se Šrí Čaitanjou. Doprovázel ho jeho služebník Íšána. Po cestě se ubytovali v jednom hotelu. Majitel hotelu věděl, že má u sebe Íšána osm zlatých mincí a chtěl Íšána i Sanátanu zabít a pak oloupit. Protože byl Sanátana zběhlý v diplomacii, odhalil hoteliérův záměr a dal mu sedm zlatých mincí za to, když ho převede přes hory do Váránasí. Jednu minci dal Íšánovi a poslal ho zpátky. Sanátana tak dorazil do Varánasí, kde se opět setkal se Šrí Čaitanjou a dostal od Něho zasvěcení. Čaitanja Maháprabhu osvítil Sanátanu poznáním o oddané službě Kršnovi. Šrí Čaitanja dal Sanátanovi pokyn psát knihy o oddané službě, ustanovit správnou vaišnavskou etiketu, instalovat Božstva a zavést správné uctívání a znovuobnovit ztracená svatá místa ve Vrindávanu. Poté Šrí Čaitanja dal pokyn Sanátanovi, ať jde do Vrindávanu, a sám odešel do Džagannáth Purí.

## Přínos
Oba bratři, Rúpa a Sanátana Gósvámí, splnili pokyny Čaitanji Maháprabhua a usadili se ve svaté zemi Vrindávanu, kde oba napsali velké množství duchovní literatury a objevili ztracená místa Krišnových zábav ve Vrindávanu. Sanátana Gósvámí ve Vrindávanu instaloval božstva Madan-móhana a postavil pro ně dodnes slavný chrám Madana-Móhana.

### Literární přínos
- Šrí Brihad Bhagavatámrita – má dvě části, které pojednávají o vykonávání oddané služby Kršnovi, celkem 2 500 veršů. První část popisuje analytické studium oddané služby a také obsahuje popisy různých planet ve vesmíru (nebeské planety) a duchovních planet. Popisuje také hierarchii Krišnových oddaných. Druhá část popisuje slávu duchovního světa. Dále popisuje oddanou službu, duchovní svět, lásku ke Kršnovi což je nejvyšší duchovní cíl. Každá část má sedm kapitol, dohromady tedy dílo obsahuje čtrnáct kapitol.
- Hari Bhakti Vilása – dílo podrobně popisující vaišnavskou etiketu. Obsahuje dvacet kapitol.
- Vaišnava-tóšaní (Dašama-tippaní) – komentář k desátému zpěvu Šrímad-Bhágavatamu. Sanátana dal toto dílo Džívovi Gósvámímu, aby ho redigoval.
- Šrí Krišna-lílá-stava (Dašama-čarita) – poezie o desátém zpěvu Šrímad-Bhágavatamu. Opěvování Krišnových zábav ve Vrindávanu a Mathuře formou modliteb. Obsahuje 432 veršů.